# Eva Berková
Eva Guzikiewiczová[zdroj⁠?!] roz. Berková (* 23. října 1965 Bratislava) je bývalá československá hráčka basketbalu. Je vysoká 193 cm.

## Sportovní kariéra
V basketbalovém reprezentačním družstvu Československa v letech 1986 až 1992 hrála celkem 105 utkání a má podíl na dosažených sportovních výsledcích. Zúčastnila se dvakrát Olympijských her 1988 (Soul, Jižní Korea) - 8. místo, 1992 (Barcelona, Španělsko) - 6. místo, dvakrát kvalifikace na Olympijské hry 1988 (Malajsie) - 5. místo a 1992 (Vigo, Španělsko) - postup na OH 1992, dvou Mistrovství Evropy 1989 v Bulharsku - 2. místo, 1991 v Izraeli - 5. místo, na nichž získala stříbrnou medaili za druhé místo v roce 1989. S družstvem Československa na Mistrovství Evropy juniorek v roce 1983 (Itálie) získala titul mistryně Evropy a v roce 1984 (Španělsko) bronzovou medaili za třetí místo.
V československé basketbalové lize žen hrála celkem 6 sezón (1982-1990), z toho za družstvo Slovan Bratislava tři sezóny (1982-1985) se ziskem titulu vicemistra Československa 1985 a třetím místem v roce 1984. S družstvem Slavia UK Bratislava hrála tři sezóny (1987-1990). Poté hrála v zahraničí za Racing Paříž (Francie) a SG Köln (Německo). Je na 147. místě v dlouhodobé tabulce střelkyň československé basketbalové ligy žen za období 1963-1993 s počtem 1069 bodů..

## Sportovní statistiky

### Kluby
- 1982-1985 Slovan Bratislava, celkem 3 sezóny a 2 medailová umístění: vicemistryně Československa (1985), 3. místo (1984), 5. (1983)
- 1987-1990 Slavia UK Bratislava, celkem 3 sezóny, 6. místo (1990), 7. (1988), 8. (1989)
- další kluby: 1990/91 Racing Paříž (Francie), 1991-1993 SG Köln (Německo)

### Československo
- Kvalifikace na Olympijské hry 1988 (Malajsie) 5. místo (46 bodů /10 zápasů), 1992 (Španělsko) postup na OH (22 /5), celkem 68 bodů/ 15 zápasů
- Olympijské hry 1988 Soul (2 /3) 8. místo, 1988 Soul (19 /5) 6. místo, celkem 21 bodů /8 zápasů
- Mistrovství Evropy: 1989 Varna, Bulharsko (0 /1) 2. místo, 1991 Tel Aviv, Izrael (14 /4) 5. místo, celkem na ME 14 bodů /5 zápasů
- 1986-1992 celkem 105 mezistátních zápasů, na OH, ME celkem 103 bodů v 28 zápasech
- Mistrovství Evropy juniorek: 1983 Itálie - mistryně Evropy, 1984, Španělsko - 3. místo